# Andrea Falconieri
Andrea Falconieri (född 1585 eller 1586, död 29 juli 1656), var en italiensk barockmusiker, -sångare och -kompositör. Han vistades vid flera av de italienska hoven, som Modena, Parma och Genua, och från 1639 vid hovet i Neapel. Mellan 1621 och 1628 reste och levde han i Spanien och Frankrike. Senare kom han att återvända till sin födelsestad Neapel, där han dog i pesten 1656.